# Kakadu růžový
Kakadu růžový (Eolophus roseicapilla) je velký papoušek a jeden z nejrozšířenějších a nejhojnějších kakaduů obývající téměř celou australskou pevninu.

## Popis

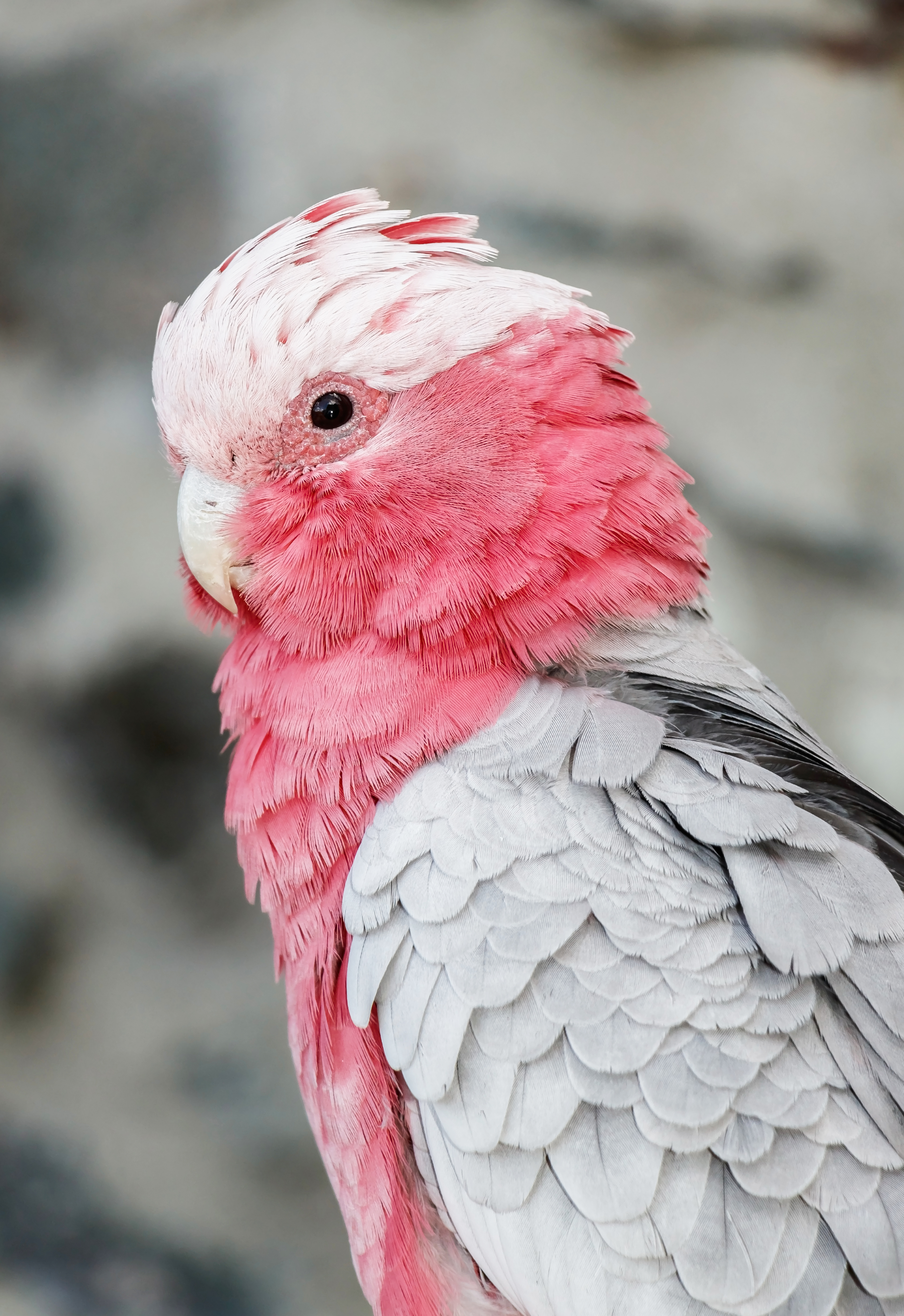

Kakadu růžový je typickým australským ptákem, který je díky svému výraznému zbarvení naprosto nezaměnitelný. Dorůstá průměrně 35 cm a dosahuje hmotnosti mezi 300–400 g, svrchu je zbarven šedě, obličej a spodina těla je tmavě a chocholka světle růžová. Pohlaví jsou si velmi podobná, jediným, leč špatně rozeznatelným rozlišovacím znakem je barva duhovky, která je u samce tmavě hnědá až černá a u samice světle hnědá až červená.

## Rozšíření
Kakadu růžový se vyskytuje na území všech australských států a zcela chybí jen v několika nejsušších oblastech (např. na poloostrově Cape York). Izolovaně obývá také velkou část Tasmánie. Ačkoli jsou jeho přirozeným biotopem otevřené krajiny s řídkým porostem stromů, v některých částech své domoviny již běžně obývá i městské oblasti, například Perth nebo Melbourne.

## Ekologie
Jedná se přitom o vysoce společenský druh, který se často vyskytuje ve velmi početných hejnech. Hnízdí v dutinách stromů, kam klade 2–5 bílých vajec, na kterých sedí po dobu zhruba 25 dnů střídavě oba partneři. Mláďata opouští hnízdo asi po 49 dnech. Stejně jako většina ostatních kakaduů i tento druh vytváří silné celoživotní pouto se svým partnerem. Za potravou, kterou tvoří většinou nejrůznější semena, často zalétává také na pole, kde může způsobit značné škody.

## Domácí chov
Kakaduové růžoví jsou populární i jako domácí mazlíčci, ne však v takové míře jako jejich bílí příbuzní (kakadu bílý, kakadu žlutočečelatý). Jedná se o dlouho žijící ptáky, kteří si ke svému majiteli vytváří velmi silný vztah. Jsou však také velmi hluční a vyžadující velké množství pozornosti a péče, kromě toho jsou však také schopni dobře se naučit opakovat některá slova („mluvit“).